# Galatsi
Galatsi (in greco Γαλάτσι?) è un comune della Grecia situato nella periferia dell'Attica (unità periferica di Atene Centrale) con 63 418 abitanti secondo i dati del censimento 2001.